# Campohermoso (kommun)
Campohermoso är en kommun i Colombia.   Den ligger i departementet Boyacá, i den centrala delen av landet, 110 km öster om huvudstaden Bogotá. Antalet invånare är 4 065. Arean är 302 kvadratkilometer.
Terrängen i Campohermoso är mycket bergig.